# Rocío de Frutos Madrazo
| final = 21 de mayo de 2019
María del Rocío de Frutos Madrazo (Valladolid, 21 de enero de 1967) es una política española del PSdG, diputada por Orense en el Congreso durante la XI y XII legislatura.

## Biografía
Licenciada en Derecho por la Universidad de Valladolid, posee un Diploma de Estudios Avanzados por la Universidad de Vigo y un Diploma de Dirección Pública por INAP. En 1993 ingresó en el Cuerpo Superior de Inspectores de Trabajo y Seguridad Social, siendo Orense su primer y único destino. Fue secretaria general de la delegación del gobierno en Orense entre 2004 y 2008. Encabezó la lista del PSOE por la provincia de Orense en las elecciones generales de 2015, siendo elegida diputada, y posteriormente reelegida en 2016. Fue uno de los quince diputados del PSOE que votaron no en la segunda sesión de investidura de Mariano Rajoy para presidente el 29 de octubre de 2016.
En 2019 ha sido premiada en las Distinciones Diario 16 como Mejor Parlamentaria del año.